# Doug Jones (aktor)

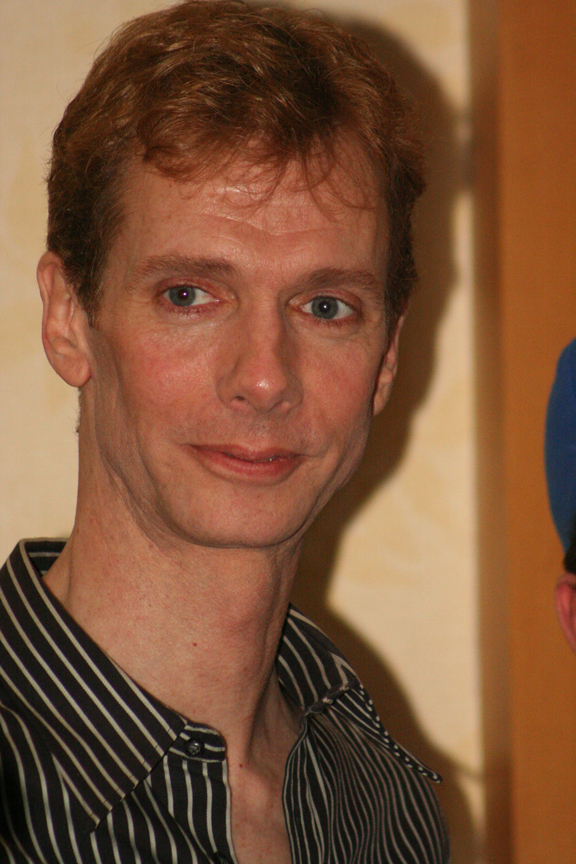
Doug Jones (2007)

Doug Jones (ur. 24 maja 1960 w Indianapolis) – amerykański aktor, który wystąpił m.in. w filmach Kształt wody, Labirynt fauna i Hellboy.

## Filmografia

### Filmy
| Rok  | Tytuł                                              | Rola                                   | Uwagi                                    |
| ---- | -------------------------------------------------- | -------------------------------------- | ---------------------------------------- |
| 1987 | The Newlydeads                                     | Tim                                    |                                          |
| 1990 | Night Angel                                        | Ken                                    |                                          |
| 1991 | Żądza ciała                                        | Lang                                   | film wideo                               |
| 1992 | Powrót Batmana                                     | chudy klaun                            |                                          |
| 1993 | Hokus pokus                                        | Billy Butcherson                       |                                          |
| 1993 | Magic Kid                                          | Clown in Office                        | film wideo                               |
| 1995 | Tank Girl                                          | Additional Ripper                      |                                          |
| 1996 | The Adventures of Galgameth                        | Big Galgy                              |                                          |
| 1997 | Mimic                                              | Long John #2                           |                                          |
| 1997 | Warriors of Virtue                                 | Yee                                    | głos postaci podłożył Doug Parker        |
| 1998 | Bug Buster                                         | Mother Bug                             |                                          |
| 1998 | Denial                                             | Ghost                                  | film wideo                               |
| 1999 | Superbohaterowie                                   | Pencilhead                             |                                          |
| 1999 | Złoto pustyni                                      | martwy Irakijczyk                      |                                          |
| 2000 | Stalled                                            | Len                                    |                                          |
| 2000 | Rocky i Łoś Superktoś                              | Agent FBI                              |                                          |
| 2000 | Jack Frost 2: Revenge of the Mutant Killer Snowman | Dave                                   | film wideo                               |
| 2001 | Steven Spielberg's Movie                           | Donald Columbus                        | krótkometr.                              |
| 2001 | Monkeybone                                         | Yeti                                   |                                          |
| 2002 | Adaptacja                                          | Augustus Margary                       |                                          |
| 2002 | Faceci w czerni II                                 | Joey                                   |                                          |
| 2002 | Side Effects                                       | Seth                                   | krótkometr.                              |
| 2002 | Wehikuł czasu                                      | Spy Morlock                            |                                          |
| 2003 | Skazani na siebie                                  | Space Alien #2                         |                                          |
| 2004 | Hellboy                                            | Abe Sapien                             | głos postaci podłożył David Hyde Pierce  |
| 2005 | Gabinet doktora Caligari                           | Cesare                                 |                                          |
| 2005 | Doom                                               | Carmack Imp / Sewer Imp                |                                          |
| 2006 | Grzanie ławy                                       | siódmy robot                           |                                          |
| 2006 | Kobieta w błękitnej wodzie                         | Tartutic #4                            |                                          |
| 2006 | Labirynt fauna                                     | Faun / Pale Man                        | głos podłożył Pablo Adán                 |
| 2006 | Hellboy: Sword of Storms                           | Abe Sapien (głos)                      | film wideo                               |
| 2007 | Carnies                                            | Ratcatcher                             |                                          |
| 2007 | Hellboy: Blood and Iron                            | Abe Sapien (głos)                      | film wideo                               |
| 2007 | Fantastyczna Czwórka: Narodziny Srebrnego Surfera  | Norrin Radd / Silver Surfer            | głos postaci podłożył Laurence Fishburne |
| 2007 | The Wager                                          | Peter Barrett                          |                                          |
| 2008 | Kwarantanna                                        | chudy zakażony                         |                                          |
| 2008 | Hellboy: Złota armia                               | Abe Sapien / Anioł Śmierci / Szambelan |                                          |
| 2009 | My Name Is Jerry                                   | Jerry                                  |                                          |
| 2009 | Super Capers                                       | agent Smith nr 1                       |                                          |
| 2010 | Gainsbourg                                         | La Gueule                              |                                          |
| 2010 | Legion                                             | Ice Cream Man                          |                                          |
| 2010 | Cyrus                                              | dr Arthur                              |                                          |
| 2010 | Quantum Quest: A Cassini Space Odyssey             | Zero / Razer (głos)                    |                                          |
| 2010 | Absentia                                           | Walter Lambert                         |                                          |
| 2010 | Greyscale                                          | Jamison                                |                                          |
| 2010 | Rock Jocks                                         | Smoking Jesus                          |                                          |
| 2011 | End of the Road (1,2,3...Scream)                   | Randolph                               |                                          |
| 2012 | Straż sąsiedzka                                    | Hero Alien                             |                                          |
| 2012 | John Dies at the End                               | Robert North                           |                                          |
| 2013 | Raze                                               | Joseph                                 |                                          |
| 2013 | Dust of War                                        | Jebediah Strumm                        |                                          |
| 2013 | Innocent Blood                                     | Carl Grierr                            |                                          |
| 2013 | Cruel Will                                         | Adrian                                 |                                          |
| 2014 | Love in the Time of Monsters                       | dr Lincoln                             |                                          |
| 2015 | Always Watching: A Marble Hornets Story            | The Operator                           |                                          |
| 2015 | Crimson Peak. Wzgórze krwi                         | matka Edith / lady Sharpe              |                                          |
| 2016 | Ouija: Narodziny zła                               | ghul Marcus                            |                                          |
| 2017 | Bye Bye Man                                        | Bye Bye Man                            |                                          |
| 2017 | The Danger Element                                 | Doktor Elymas                          |                                          |
| 2017 | Kształt wody                                       | Amphibian Man                          |                                          |
| 2018 | Gehenna: Where Death Lives                         | Creepy Old Man                         |                                          |
| 2019 | Beneath the Leaves                                 | James Whitley                          |                                          |
| 2021 | Battle in Space: The Armada Attacks                | The Sycophant                          |                                          |
| 2022 | Hokus pokus 2                                      | Billy Butcherson                       |                                          |

### Telewizja
| Rok       | Tytuł                            | Rola                     | Uwagi            |
| --------- | -------------------------------- | ------------------------ | ---------------- |
| 1997      | The Weird Al Show                | człowiek-guma nr 2       | 4 odc.           |
| 1998      | Po tamtej stronie                | Obcy                     | 3 odc.           |
| 1998      | The Darkling                     | Shadow Master            | film TV          |
| 2007      | Diukowie Hazzardu: Początek      | Patron                   | film TV          |
| 2010      | Battle Jitni: The Danger Element | Doktor Elymas            | film TV          |
| 2010      | Nick Swardson’s Pretend Time     | Gay Robot                | 6 odc.           |
| 2012–13   | The Neighbors                    | Dominique Wilkins        | 6 odc.           |
| 2013–15   | Wrogie niebo                     | Cochise                  | 28 odc.          |
| 2014–16   | Wirus                            | The Ancient / The Master | 6 odc.           |
| 2015      | The Ultimate Legacy              | Hawthorne                | film TV          |
| 2017      | Nazareth                         | Glade                    | film TV          |
| 2017–2024 | Star Trek: Discovery             | komandor Saru            | w gł. obsadzie   |
| 2019      | Lepsze życie                     | Monster                  | 2 odc.           |
| 2019      | Co robimy w ukryciu              | Baron Afanas             | rola powracająca |
| 2020-2022 | Space Command                    | Dor Neven                | 3 odc.           |

Doug Jones grał także w licznych serialach internetowych, filmach krótkometrażowych (m.in. Cyrk motyli) i pojedynczych odcinkach seriali, m.in. Arrow, Flash, CSI: Kryminalne zagadki Las Vegas i  Buffy: Postrach wampirów.